# Slingsby, North Yorkshire
Slingsby är en ort och civil parish i Storbritannien.   Den ligger i grevskapet North Yorkshire och riksdelen England, i den centrala delen av landet, 300 km norr om huvudstaden London. Slingsby ligger 36 meter över havet och antalet invånare är 634.
Terrängen runt Slingsby är platt. Runt Slingsby är det ganska glesbefolkat, med 27 invånare per kvadratkilometer. Närmaste större samhälle är Malton, 9,3 km öster om Slingsby. Trakten runt Slingsby består till största delen av jordbruksmark.